# Cesare Musatti
Cesare Luigi Eugenio Musatti (Dolo, 21 settembre 1897 – Milano, 21 marzo 1989) è stato uno psicologo, psicoanalista, filosofo e politico italiano, tra i primi che posero le basi della psicoanalisi in Italia .

## Biografia

### Infanzia

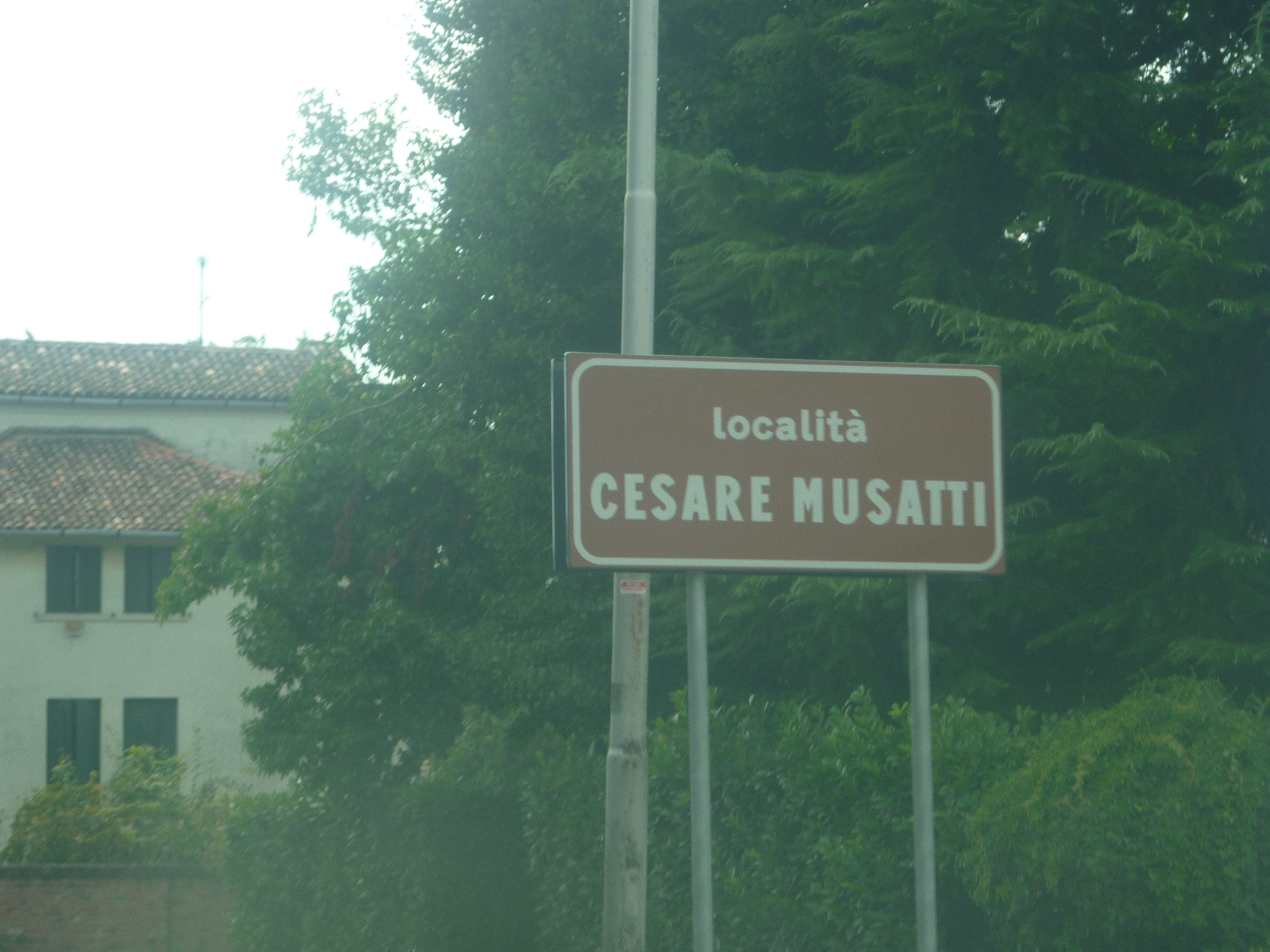
Cartello all'ingresso della località natale di Musatti (già Casello 12) a Dolo (VE).

Nacque in località Casello 12 a Dolo, sulla riviera del Brenta, nella casa di campagna del nonno paterno in cui i parenti erano soliti trascorrere la villeggiatura.
Figlio di Elia Musatti, ebreo veneziano e deputato socialista, e della napoletana Emma Leanza, cattolica non praticante, Cesare non fu né circonciso, né battezzato (durante le persecuzioni razziali si era procurato un falso certificato di battesimo dalla parrocchia di Santa Maria in Transpontina di Roma) e non professò mai alcun credo religioso. Farà battezzare i figli in rito Valdese.
Frequentò il liceo Foscarini di Venezia, poi si iscrisse dapprima alla facoltà di Scienze dell'Università di Padova per il corso di Ingegneria, e immediatamente dopo alla facoltà di Lettere e Filosofia, dove si laureò in filosofia il 3 novembre 1921 con 110 e lode. Dopo la laurea, nel 1921 si iscrisse per due anni al corso di Matematica della facoltà di Scienze matematiche, fisiche e naturali di Padova, ma non sostenne esami.

### Giovinezza
A diciannove anni fu chiamato a Roma per il servizio di leva. Dopo un periodo di addestramento a Torino, nel 1917 fu mandato al fronte come ufficiale, con impegni marginali. Finita la guerra tornò a Padova per terminare gli studi. Sulla cattedra di Psicologia Sperimentale c'era Vittorio Benussi, allora chiamato per chiara fama nel 1919 a insegnare a Padova dall'Università di Graz.
Musatti si laureò in filosofia nel 1922 e l'anno successivo divenne assistente volontario del Laboratorio di psicologia sperimentale.
Nel 1927 Benussi si uccise con il cianuro a causa di una grave forma di disturbo bipolare, lasciando tutto nelle mani di Musatti e di Silvia De Marchi, anch'essa assistente volontaria, che poi divenne sua moglie. Il suicidio di Benussi fu scoperto da Musatti, il quale però lo nascose per paura di ripercussioni negative sulla psicologia italiana in una situazione di fragilità e precarietà accademica, sottoposta a pressioni da parte sia del regime fascista, con le sue istanze gentiliane, che della Chiesa Cattolica. Negli anni ottanta Musatti rivelò che Benussi s'era suicidato, non era morto a causa di un malore.
Nel 1928 Musatti divenne direttore del Laboratorio di Psicologia dell'Università di Padova. Portò in Italia la Psicologia della Forma con importanti lavori di livello internazionale. Dopo aver diffuso in Italia la psicologia della Gestalt, divenne il primo studioso italiano di psicoanalisi. Si era frattanto sposato per la prima volta con Albina Pozzato, sua compagna di studi originaria di Bassano del Grappa, da cui nel 1929 ebbe un figlio, che tuttavia morì dopo due soli giorni di vita; la stessa Albina mancò prematuramente verso la fine di quell'anno. Tre anni dopo, nel 1932, si risposò con una collega del laboratorio di psicologia, Silvia De Marchi, che nel 1933 lo rese padre del primogenito Riccardo; anch'ella, tuttavia, morì prematuramente nel marzo 1936. Nel 1937 convolò in terze nozze con Carla Rapuzzi, studentessa di Lettere originaria di Udine, più giovane di lui di 17 anni: da questa unione, nel maggio 1938, nacque la seconda figlia, Elisa Caterina.
Studiando la psicologia della suggestione e dell'ipnosi, introdotta in Italia da Vittorio Benussi, Musatti approdò alla psicoanalisi, sulla quale tenne il primo corso universitario italiano. Il corso si tenne presso l'Università di Padova nell'anno accademico 1933-34. Musatti divenne allora uno dei primi e più importanti rappresentanti italiani della psicoanalisi. Nell'Italia degli anni '30 le teorie di Freud non erano state accolte bene né dalle Università, né dalla Chiesa cattolica, a causa dell'ideologia culturale gentiliana assunta dal fascismo.
La Società psicoanalitica italiana, fondata nel 1925, venne limitata anche dalle leggi razziali fasciste (1938), che colpirono i membri ebrei della Società.
Benché non fosse ebreo (poiché figlio di madre cattolica), Musatti fu allontanato dall'insegnamento universitario che svolgeva presso l'Università degli Studi di Urbino  e declassato ad insegnante di liceo.

### Maturità
Nel 1940 fu nominato professore di Filosofia al Liceo Parini di Milano.
Nel 1943 Musatti si ritrovò con Lelio Basso, Ferrazzutto e altri vecchi socialisti con l'intento di creare un partito erede del Partito Socialista Italiano; ebbe l'incarico di trovare denaro per una prima organizzazione e di allacciare rapporti col Partito Comunista clandestino.
Musatti lavorò anche durante la guerra. Nel 1944, nel periodo dell'occupazione nazista, fu tratto in salvo dall'avvocato Paolo Toffanin (1890-1971), fratello di Giuseppe Toffanin, che lo aiutò a trasferirsi a Ivrea, ospite dell'amico Adriano Olivetti. Con il suo sostegno fondò un centro di psicologia del lavoro. Ricoprì anche l'incarico di direttore della Scuola Allievi Meccanici, scuola aperta per formare operai meccanici specializzati.
Successivamente fu richiamato dall'esercito per andare sul fronte francese.
Nel 1947 ottenne all'Università degli Studi di Milano la prima cattedra di Psicologia costituita nel dopoguerra in Italia, presso la Facoltà di Lettere e Filosofia. Vi insegnò per venti anni.
A Milano ebbe il periodo più florido della sua ricerca scientifica: gli studenti affollavano le sue lezioni.
Musatti fu il leader del movimento psicoanalitico italiano nei primi anni del dopoguerra. A quel periodo risale il suo “Trattato di psicoanalisi”, pubblicato da Einaudi nel 1949.

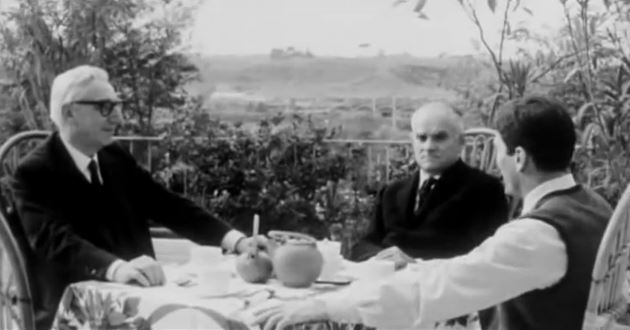
Cesare Musatti, primo a sinistra, con Alberto Moravia e Pier Paolo Pasolini nel documentario Comizi d'amore, 1965.

Nel 1955 divenne direttore della “Rivista di psicoanalisi”. Nel 1963 è presidente del Centro Milanese di Psicoanalisi fondato da Franco Ciprandi, Renato Sigurtà e Pietro Veltri, che gli verrà intitolato dopo la sua morte. Nel 1976 divenne curatore della edizione italiana delle Opere di Sigmund Freud, della casa editrice Bollati Boringhieri di Torino..

### Vecchiaia
Musatti scrisse anche libri di letteratura, tra cui Il pronipote di Giulio Cesare, che nel 1980 gli fece vincere il Premio Viareggio. Fu eletto per due volte consigliere comunale di Milano nella lista del Partito Socialista Italiano di Unità Proletaria (PSIUP) e fu anche consulente del Tribunale dei Minori del capoluogo lombardo. Sostenne sempre la pace, il progresso dei lavoratori, l'emancipazione femminile ed i diritti civili.
Nel 1971 morì a soli 57 anni la moglie Carla. Musatti negli ultimi anni della sua vita si legò poi a una quarta donna, Mara Penna, di 39 anni più giovane, con cui ugualmente convolò a nozze nel 1977. 

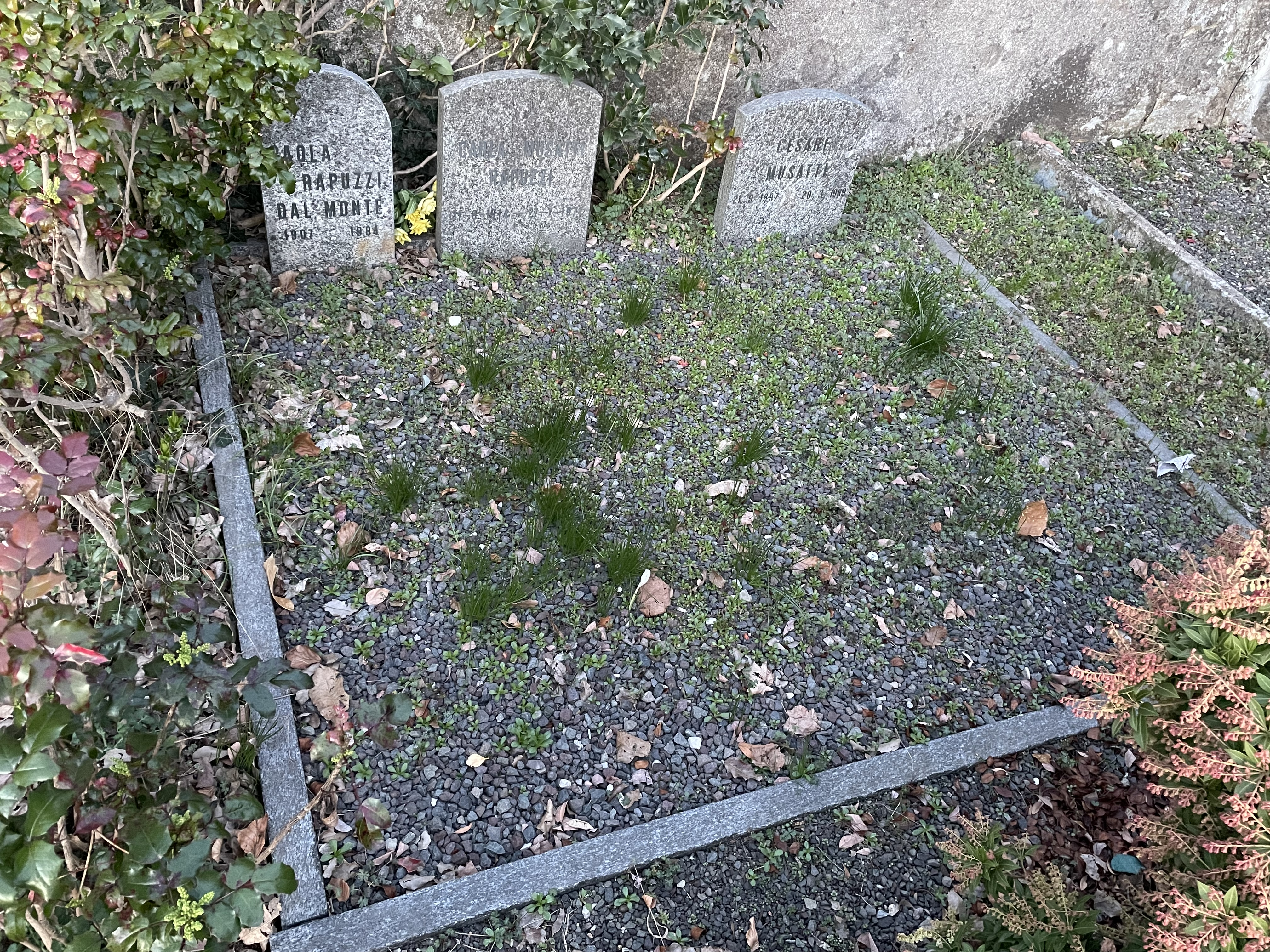
Tomba di Cesare Musatti, nel cimitero di Brinzio (VA)

Cesare Musatti era ateo, come ebbe a dichiarare in più occasioni, l'ultima delle quali in uno dei "martedì letterari" del Casinò di Sanremo. Morì nella sua abitazione di via Sabbatini a Milano il 21 marzo 1989; l'indomani, dopo una cerimonia laica di commiato celebrata in forma privata, la sua salma venne cremata a Lambrate. Le sue ceneri sono tumulate, secondo le sue volontà espresse decenni prima, nel cimitero comunale di Brinzio (VA), località in cui era solito trascorrere i periodi di vacanza; insieme a lui riposano la seconda moglie Carla Rapuzzi e la cognata Paola Rapuzzi Dal Monte.
L'archivio di Cesare Musatti è conservato presso l'Aspi - Archivio Storico della Psicologia Italiana dell'Università degli Studi di Milano-Bicocca.
Il comune di Dolo ha ribattezzato la sua località natale Casello 12 località Cesare Musatti e gli ha intitolato il locale istituto professionale.

## Musatti e il suicidio di Benussi
Anche dopo la rivelazione che si era trattato di un suicidio, Musatti non parlò mai volentieri della morte del maestro. Nel generale silenzio dello studioso di Dolo emerge un'intervista uscita sul quotidiano El País del 21 ottobre 1985. Nell'intervista Musatti confessa di sognare a volte che in una caserma dei carabinieri in cui viene tradotto, il commissario lo interroga sulla morte di tre sue mogli (si sposò quattro volte), decedute tragicamente, e di Vittorio Benussi. A fine colloquio il militare intima a Musatti di confessare di aver ucciso il maestro per prendere la cattedra di psicologia. «Io gli rispondo – prosegue Musatti, da buon psicoanalista – che sicuramente nel mio subconscio mi sono sentito responsabile per questa e per altre morti. Il commissario, che non capiva nulla di subconscio, decide: “Mi spiace professore, ma devo arrestarla”. Io allora gli rispondo:
”Non è possibile commissario, perché si tratta di delitti commessi più di cinquant'anni fa, e quindi sono prescritti!”».

### Opere
- 1926: Analisi del concetto di realtà empirica, Il Solco, Città di Castello
- 1931: Forma e assimilazione, in: Archivio italiano di psicologia 9, S. 61-156.
- 1931: Elementi di psicologia della testimonianza, nuova edizione in Biblioteca Universale Rizzoli, 1991
- 1937: Forma e movimento, Officine grafiche C. Ferrari, Venezia 1937, (Estratto da: Atti del Reale Istituto veneto di scienze, lettere ed arti 97, 1937-1938, seconda parte)
- 1938: Gli elementi della psicologia della forma, Gruppo Universitario Fascista, Padova
- 1949: Trattato di psicoanalisi, Paolo Boringhieri, Torino
- 1961: Super io individuale e Super io collettivo, Leo S. Olschki Firenze
- 1964: Condizioni dell'esperienza e fondazione della psicologia, Editrice Universitaria, Firenze
- 1967: Riflessioni sul pensiero psicoanalitico e incursioni nel mondo delle immagini, Paolo Boringhieri, Torino
- 1974: Svevo e la psicoanalisi, Leo S. Olschki, Firenze
- 1975: I rapporti personali Freud-Jung attraverso il carteggio, Leo S. Olschki, Firenze
- 1977: Commemorazione accademica, Leo S. Olschki, Firenze
- 1978: Nino Valeri, Leo S. Olschki Firenze
- 1979: Il pronipote di Giulio Cesare, Mondadori Milano
- 1981: A ciascuno la sua morte, Leo S. Olschki, Firenze
- 1982: Hanno cancellato Livorno, Leo S. Olschki, Firenze
- 1982: Mia sorella gemella la psicoanalisi, Editori Riuniti, Roma
- 1983: Una famiglia diversa ed un analista di campagna, Leo S. Olschki, Firenze
- 1983: Questa notte ho fatto un sogno, Editori Riuniti, Roma
- 1987: Chi ha paura del lupo cattivo?, Editori Riuniti, Roma, 2014
- 1987: Curar nevrotici con la propria autoanalisi, Mondadori, Milano
- 1988: Psicoanalisti e pazienti a teatro, a teatro, Mondadori, Milano
- 1989: Leggere Freud, Bollati Boringhieri, Torino
- 2019: Geometrie non-euclidee e problema della conoscenza, a cura di Aurelio Molaro, prefazione di Mauro Antonelli, Mimesis, Milano-Udine.
- 2020: (con V. Benussi) Psicologia sperimentale e teoria della forma. Scritti 1923-1938, a cura di Mauro Antonelli e Aurelio Molaro, Mimesis, Milano-Udine.